# La pluie
«La pluie» — пісня французького співака Orelsan та бельгійського співака Stromae. Вона увійшла до альбому Орельсана La fête est finie. Пісня посіла 2 місце в бельгійському чарті Ultratop Wallonia та 10 місце у французькому чарті синглів. Пісня представлена як соціальна сатира, а її приспів, який співає Stromae, був особливо відзначений пресою.

## Музичний кліп
Кліп до пісні вийшов у квітні 2018 року, режисерами якого стали Greg & Lio. Знімання відбулися у Києві. Це вже третій музичний кліп Orelsan, знятий у столиці України, після «Basique» та «Tout va bien», також продюсованих Greg & Lio.

## Чарти

### Тижневі чарти
| Чарт (2018)                 | Пікова позиція |
| --------------------------- | -------------- |
| Бельгія (Ultratop Wallonia) | 2              |
| Франція (SNEP)              | 10             |

### Чарти на кінець року
| Чарт (2018)                 | Позиція |
| --------------------------- | ------- |
| Belgium (Ultratop Wallonia) | 12      |

## Сертифікації
| Регіон                                                      | Сертифікація | Продажі |
| ----------------------------------------------------------- | ------------ | ------- |
| Франція (SNEP)                                              | Діамантовий  | 333 333 |
| продажі+прослуховування, що базуються лише на сертифікаціях |              |         |